# Operation Squarepeg
Südliche Salomonen

1942

Tulagi –
Guadalcanal

1943

Operation I –
Operation Vengeance –
Operation SO und SE
Zentral-Salomonen

1943

New Georgia –
Kula-Golf –
Kolombangara –
Vella-Golf –
Dogeared –
Vella Lavella –
Operation SE
Nördliche Salomonen

1943–1945

Treasury-Inseln –
Choiseul –
Kaiserin-Augusta-Bucht –
Bougainville –
Green Islands
Die Operation Squarepeg war die Einnahme der Green Islands während des Pazifikkriegs im Zweiten Weltkrieg durch die neuseeländische 3. Division vom 15. bis zum 27. Februar 1944.

## Vorgeschichte
Green Islands umfasst eine Reihe kleiner Atolle im Gebiet nördlich der Insel Bougainville und östlich der Insel Neuirland.
Die größte dieser Inseln ist Nissan, die 14,5 Kilometer lang und 8 Kilometer breit ist und mit zwei kleineren, Barahun und Sirot eine tiefe, geschützte zentrale Lagune umschließt, zu der es nur zwei schiffbare Eingänge gibt, die beide sehr schmal sind. Abgesehen von zwei Kokosnussplantagen, einer damals verlassenen Missionsstation und ein paar gerodeten Lichtungen sind die Inseln von dichtem Wald bedeckt. Es gibt keine Bäche und keine Frischwasserversorgung. Entlang der Außenküste von Nissan, im Inneren des Riffs, erheben sich mit Felsbrocken übersäte Strände mit bis zu sechs Meter hohen Korallenklippen, die oft mit tiefen Höhlen durchzogen sind. Innerhalb der Lagune überragen Waldbäume einen Großteil der abfallenden Küste, die selten mehr als ein paar Meter hoch ist, aber nur wenige leicht zugängliche Strände bietet.
Anfang 1942 wurde die Nissan-Lagune von den Japanern als Standort für Wasserflugzeuge genutzt. Im März 1942 besetzten die Japaner dann die Insel Nissan. Im weiteren Verlauf des Krieges diente die Lagune als Binnenschiffstation auf der Versorgungsstrecke von Rabaul nach Bougainville. Als die amerikanischen Bombenangriffe zunahmen, versteckten sich japanische Lastkähne tagsüber in der Gegend von Green Island, bevor sie nachts nach Süden fuhren.

## Planung
Nach der Errichtung des Brückenkopfes auf Bougainville zog Admiral Halsey die nächstfolgenden Schritte in Betracht, die die Eroberung der nördlichen Salomonen zur Einkreisung von Rabaul abschließen sollten.
Damals deuteten die Pläne der Joint Chiefs of Staff darauf hin, dass der nächste Schritt der Südpazifikstreitkräfte die Neutralisierung von Kavieng sein würde, einer japanischen Hochburg auf Neuirland im Bismarck-Archipel.
Voraussichtliche Operationen im Zentralpazifik, nämlich die in den Marshalls, Karolinen und Marianen, schienen jedoch die Verfügbarkeit der notwendigen Flottenunterstützung für eine solche geplante Landung bis etwa 1. Mai 1944 auszuschließen.
Vorkehrungen für eine landgestützte Deckung mit Jagdflugzeugen über dem Gebiet von Kavieng und für landgestützte Luftangriffe im Vorfeld eines amphibischen Angriffs waren sehr wünschenswert. Zu diesem Zweck wurden Zwischenziele gesucht, die geeignete Plätze für die erforderlichen Landebahnen böten. Umgekehrt müsste das schließlich ausgewählte Ziel in die Reichweite von Flugzeugen fallen, die vom Flugfeld Torokina aus starten, damit eine kontinuierliche landgestützte Jagdabdeckung über dem Brückenkopf sowie die Versorgung aufrechterhalten werden könnte. Diese Anforderung wurde erforderlich, da keine Unterstützung durch Flugzeugträger zur Verfügung stand.
Nach vielen Meinungsverschiedenheiten unter den alliierten Führungsstäben, die schon im März 1943 begonnen hatten, fiel die Entscheidung, die Green Islands zu besetzen, erst spät. Während einer Konferenz in Port Moresby am 20. Dezember 1943 mit Mitgliedern von Admiral Halseys Stab schlug General MacArthur, der daraufhin die Einkreisung von Rabaul abschließen und die  Admiralitätsinseln einnehmen wollte, die Landung auf den Green Islands als Basis für den Bau von Flugplätzen vor. Anschließend sollten auch die St.-Matthias-Inseln eingenommen werden.
Zugunsten der Besetzung der Green Islands sprach die Unterstützungsmöglichkeit der Landung dort durch Flugzeuge, die von Flugplätzen innerhalb des Perimeters an der Kaiserin-Augusta-Bucht und den Treasury-Inseln starten konnten. Die Inselgruppe war auch von Rabaul, nur 350 Kilometer westlich, leichter zu erreichen. Zudem war Admiral Halsey auch bestrebt, Torpedobootbasen zu errichten, um die japanischen Versorgungslinien zu ihren verbleibenden, isolierten Garnisonen in Bougainville zu durchtrennen. Er wies daher Vizeadmiral Wilkinson an, vorläufige Pläne für die Besetzung der Inselgruppe auszuarbeiten und schlug vor, die neuseeländische 3. Division für diese Aufgabe einzusetzen. General Harold Barrowclough, der Oberbefehlshaber der 3. Division, nahm in Begleitung der Generäle Brooke und Bennett am 31. Dezember an einer Konferenz in Wilkinsons Hauptquartier auf Guadalcanal teil, auf der die Ziele der Operation unter Angabe des Decknamens Squarepeg und des vorläufigen Datums der Landung für den 25. Januar umrissen wurden.

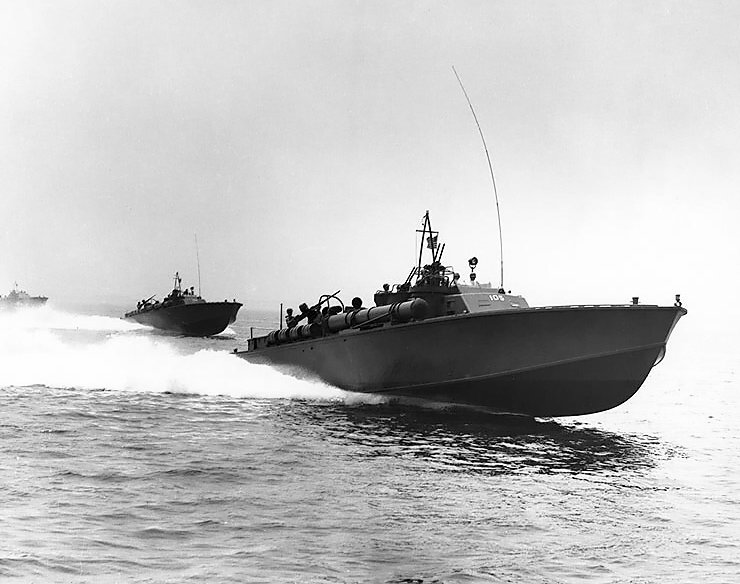
Motortorpedoboote auf Patrouillenfahrt

Die Aufgabe umfasste eine schwierig auszuführende amphibische Landung und, sobald die Insel besetzt war, den Bau von zwei Flugfeldern, die Errichtung einer Marine- und Motortorpedobootbasis sowie die Installation von Radarstationen. Das operative Kommando bekam Barrowclough übertragen, der nach erfolgreicher Landung Inselkommandant werden würde. Barrowclough  beschloss, die 14. Brigade einzusetzen und seine Streitkräfte durch die Einbeziehung der 144. Unabhängigen Batterie und des Panzergeschwaders zu verstärken, von denen keines seit ihrer Ankunft einige Monate zuvor auf Guadalcanal im Einsatz gewesen war.
Bis genauere Informationen verfügbar waren, wurden drei Pläne ausgearbeitet, von denen jeder so beschaffen war, dass zwei beliebige zugunsten eines im letzten Moment ausgewählten Plans verworfen werden konnten. Dazu erstellten die Ingenieure unter der Leitung von Oberstleutnant Andrew Murray, basierend auf verfügbaren Daten großformatige Modelle der Inselgruppe, wobei Spielzeuglandungsboote an den ausgewählten Landungsstränden der Lagune platziert wurden. Ein Modell im Maßstab 1:76 Meter wurde auch vom Geheimdienst des 14. Brigade-Hauptquartiers hergestellt und verwendet, um den Männern der Angriffsbataillone die Operation zu erklären. Am Ende der Übungsmanöver am Strand von Ruravai war jeder Mann mit dem Territorium und seiner speziellen Aufgabe so vertraut, wie es die verfügbaren Karten, Modelle, Fotos und Anleitungen leisten konnten.

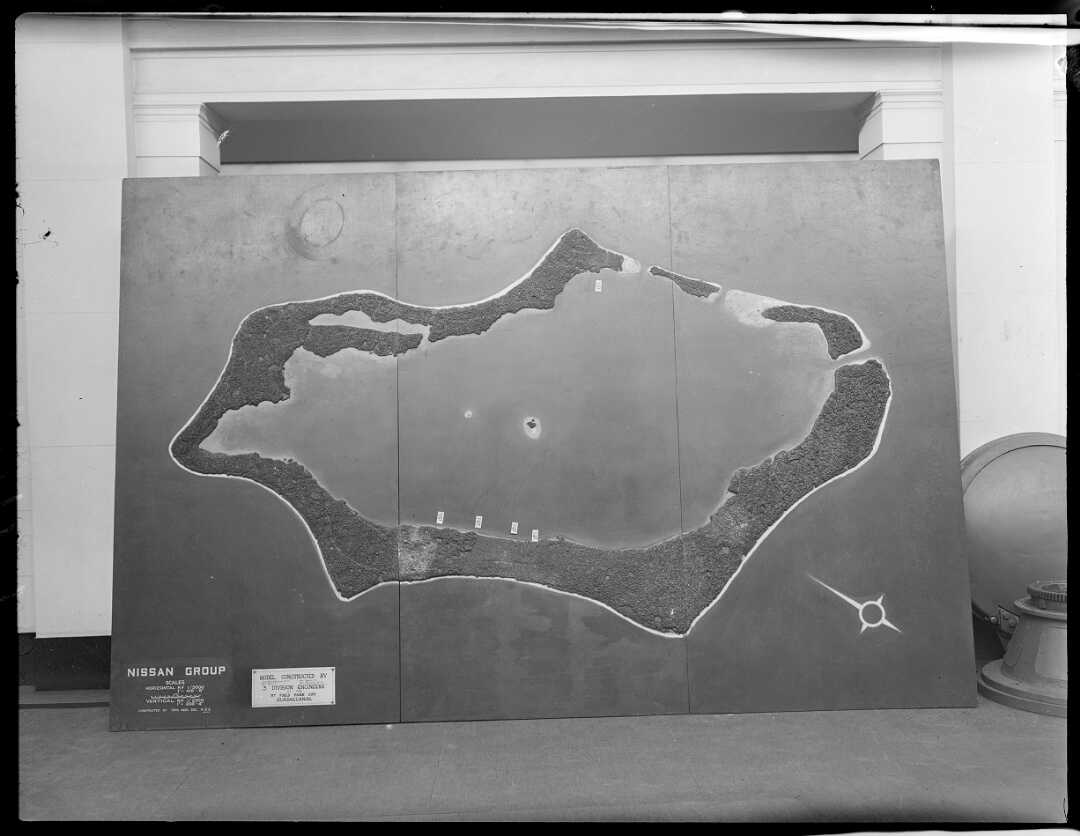
Maßstabsgetreues Modell, das für die Planung zur Landung auf Nissan angefertigt wurde

In der Anfangsphase wurde die Operation durch Änderungen des Invasionstermins behindert, die nicht nur die Heeresplaner, sondern auch die Marine- und Luftwaffeneinheiten betrafen, mit denen die gesamte Operation sehr eng koordiniert war. Am 4. Januar wurde Barrowclough mitgeteilt, dass die Operation auf den 1. Februar verschoben worden sei, was eine entsprechende Verschiebung der Vorabaufklärung bedeutete, da zwischen den beiden Ereignissen nur maximal zehn Tage vergehen sollten. Am folgenden Tag wurde die Operation durch eine weitere Verschiebung auf den 15. Februar terminiert. Auch dies war zweifelhaft, bis Halsey am 24. Januar einen Befehl erließ, der sowohl das Datum als auch den Ort bestätigte.
Um trotz der Anwesenheit der Japaner eine gründliche Erkundung zu gewährleisten, wurde eine Aufklärung angeordnet. Aus Gründen der Geheimhaltung wurde als Datum der Aufklärung der 31. Januar 1944 festgelegt, der letzte Moment, in dem die resultierenden Informationen bei der Vorbereitung oder endgültigen Ausarbeitung der Angriffspläne hilfreich sein würden.

## Die Japaner auf den Green Islands
Die Japaner hatten die Green Islands am 23. Januar 1942 annektiert. Das japanische Kommando in Rabaul erkannte, dass der Verlust der Green Islands den Alliierten einen ausgezeichneten Standort für einen Flugplatz bieten würde, um Rabaul und ihre anderen Stützpunkte in Neubritannien und Neuirland anzugreifen. Aber außer der Positionierung von zwölf Spähposten der Marine und Befehlen, dass eine strenge Wache aufrechtzuerhalten sei, taten sie nichts, um die Inseln aufzurüsten. Lastkähne nutzen die Inseln als Zwischenstation. Sie lagen tagsüber geschützt in der Lagune und bewegten sich nur nachts auf der Fahrt zwischen Rabaul und Buka. Die hölzernen Boote der Daihatsu-Klasse waren im Allgemeinen mit beeindruckenden Waffen ausgestattet. Die Luftaufklärung der Alliierten zeigte, dass die Inseln nur leicht besetzt waren, aber die Zahlen neigten dazu zu schwanken, wenn Lastkähne die Inseln erreichten.

## Aufklärung
Am 10. und 11. Januar 1944 untersuchten vier PT-Boote vom Stützpunkt Torokina kommend die Lagunenkanäle und fanden den Südkanal tief genug, um Panzerlandungsschiffe (LSTs) passieren zu lassen.

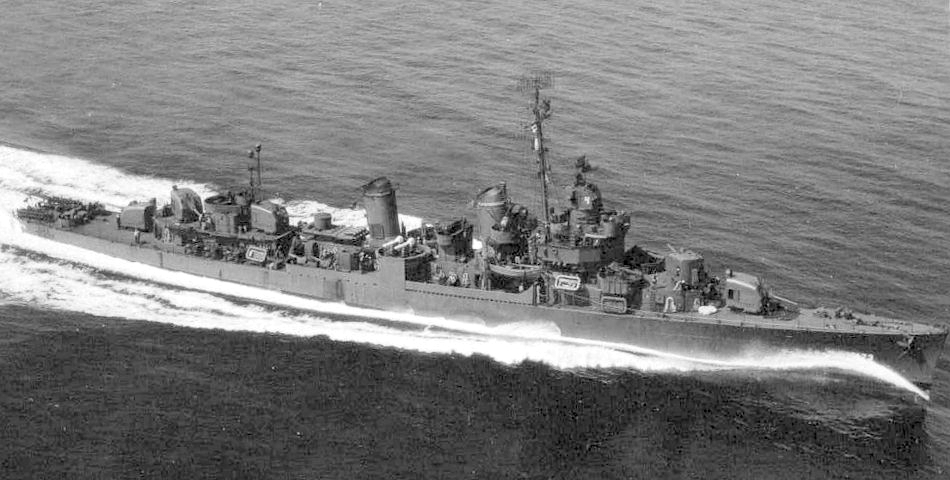
Die schnellen Zerstörer der Fletcher-Klasse waren in den Gewässern um die Salomonen die meist eingesetzten Schiffe ihrer Art. Hier die USS Bennett.

Die nächste Aufklärungsaktion fand in der Nacht vom 30. auf den 31. Januar statt, so kurz vor dem Start der Operation Squarepeg, dass die Japaner keine Zeit hatten die Garnison zu verstärken und so zogen sie sich auf die Südseite der Insel zurück. Ein Transportverband mit den Zerstörern Talbot, Waters und Dickerson, abgeschirmt von den Zerstörern Fullam, Bennett, Guest und Hudson, nahm am 29. Januar 1944 eine 300 Mann starke gemischte Truppe, bestehend aus amerikanischen und neuseeländischen Soldaten, auf Vella Lavella an Bord. Die Truppe nahm Kurs auf die Green Islands. Die beiden Torpedoboote PT-176 und PT-178 stießen vor Torokina zu ihnen.
In der nächsten Nacht leiteten die PT-Boote die Landungsboote durch die Lücke zwischen Barahun und Nissan und in die tiefen Gewässer der Lagune bei der Pokonian Plantage. Kurz darauf erkundeten die Männer die Insel, wählten Landungsstrände und einen Flugplatz aus, überprüften die Tiefe der Lagune und befragten Mitglieder der einheimischen Bevölkerung, die den Japanern im Allgemeinen feindlich gegenüberstanden.
Die Aufklärungsmission verlief nicht ohne Zwischenfälle. Ungefähr anderthalb Kilometer südlich des Brückenkopfes der Alliierten auf der Pokonian Plantage entdeckte eine Gruppe einen japanischen Lastkahn, der unter den Bäumen in einer kleinen Bucht vor Anker lag. Die Inselbewohner sagten ihnen, dass sich die Mannstärke der Japaner auf etwa 50 bis 60 belief, allerdings keine Japaner in der Gegend seien, aber der Kommandeur der Gruppe beschloss Nachforschungen anzustellen. Er beobachtete den Kahn durch sein Fernglas, konnte aber kein Lebenszeichen entdecken. Daher befahl er dem Steuermann seines Landungsbootes, sich dem Kahn zu nähern. Kurz darauf eröffneten japanische Soldaten, die in zwei gut getarnten Lastkähnen nur einige Meter entfernt lagen, das Feuer. Weitere Japaner schossen aus Erdbunkern und aus den Bäumen auf die Gruppe. Der Angriff kam so überraschend, dass es nicht sofort gelang, das eigene Boot zu wenden und ein Gegenfeuer zu eröffnen. Nachdem die Gruppe sich einige hundert Meter von den Japanern entfernt hatte, stellten die Japaner das Feuer ein. Drei Gruppenmitglieder waren gefallen und fünf verwundet.

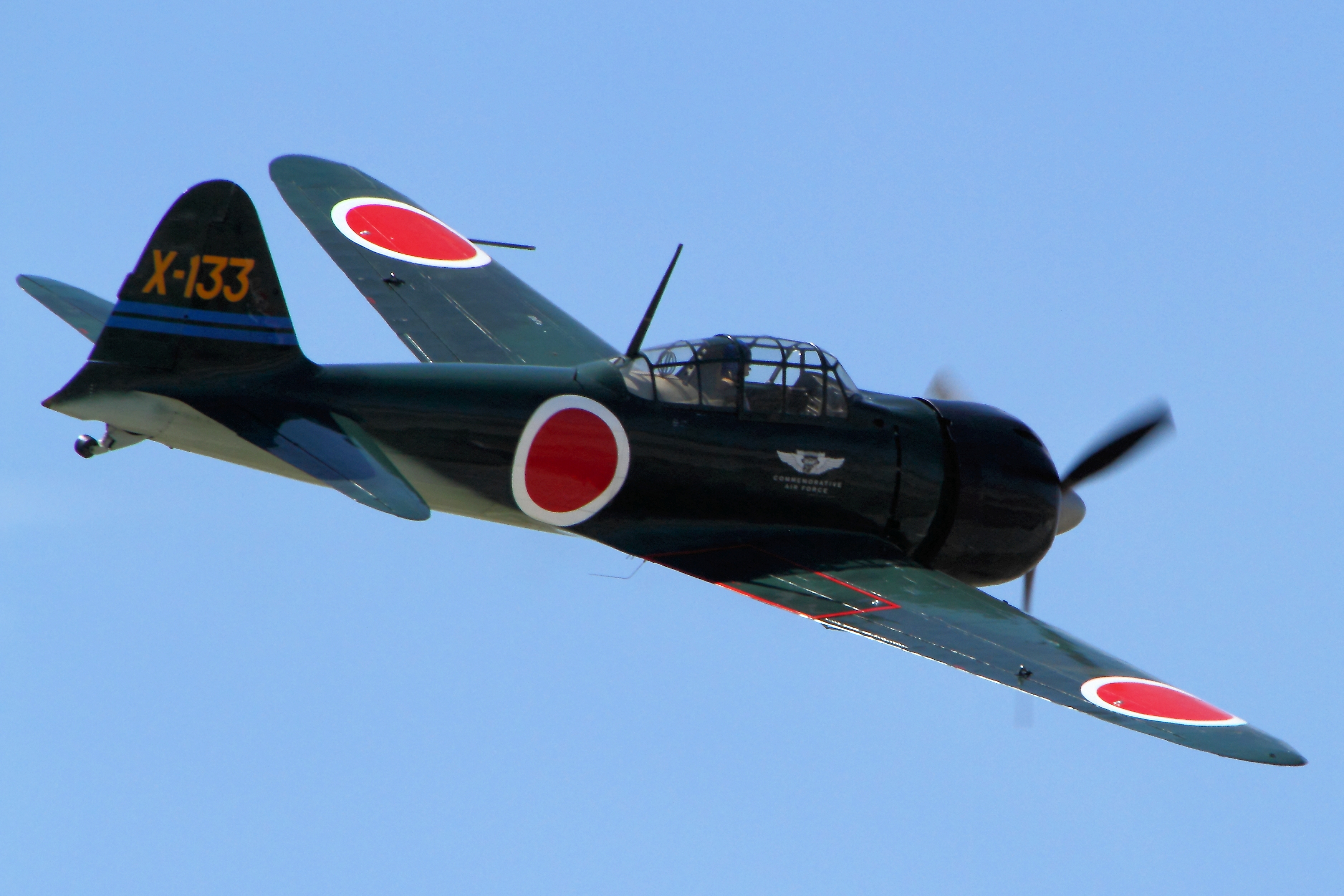
Japanischer Jäger Mitsubishi A6M (Zero)

Als die Vorbereitungen zum Verlassen der Insel liefen, tauchten sechs japanische Zero-Jäger auf und bombardierten die alliierten Landungsboote, von denen eines mit Munition gefüllt war. Um ein schlechteres Ziel zu bieten, fuhren die Boote im Zickzack in alle Richtungen davon. Die Zeros versuchten noch einen Angriff im Tiefflug, doch eine Maschine wurde getroffen. Das Flugzeug warf seine Bomben ab und verlor mit rauchendem Triebwerk schnell an Höhe. Die anderen Maschinen drehten ab. Auf den Booten wurde ein Soldat getötet und zwei verwundet.

### Die japanische Reaktion
Noch am selben Abend schickte die japanische Garnison von Nissan eine weitere Nachricht mit der Bitte um Verstärkung, in der sie erklärte, dass sie angegriffen würden und dass ihre Verluste hoch seien. Sie schlugen vor, noch in dieser Nacht ihre Codebücher zu verbrennen. In der folgenden Nacht floh die Garnison nach Norden zu den Feni-Inseln mit drei Landekähnen, die am Tag des Überfalls von einem neuseeländischen Aufklärungsflugzeug über die Insel gemeldet worden waren. Währenddessen verließen zwei U-Boote mit 123 Männern der Wada-Kompanie am Mittag des 1. Februar Rabaul und kamen um Mitternacht vor der Nordostküste von Nissan an, aber der aufziehende Sturm machte das Ausschiffen so schwierig, dass nur 77 Mitglieder der Wada-Kompanie das Ufer über das Korallenriff erreichten. Der Rest kehrte nach Rabaul zurück.
Als ein Teil der ursprünglichen Garnison am 5. Februar von den Feni-Inseln zurückkehrte, nachdem sie zu dem Schluss gekommen waren, dass die Green Islands nicht besetzt waren, schlossen sich die beiden Gruppen zusammen und errichteten ihr Hauptquartier in Höhlen südlich der Pokonian-Plantage. Etwas später verlegten sie den größten Teil der Garnison in den Bereich der Mission. Zu dieser Zeit zählte die Garnison 102 Soldaten mit einer zusätzlichen, nicht bekannten Anzahl an Männern aus Rabaul.

### Finale Planungen
Auf Grund der ausgeführten Aufklärungsmission konnten die erstellen Modelle verfeinert und die Planungen für die Landung verbessert werden. Auf Vella Lavella übten die Neuseeländer die Landung an den dortigen Stränden.
Wie bei der Operation Goodtime, der Landung auf den Treasury-Inseln im Oktober 1943 durch die 8. Brigade der 3. Division war jetzt die durch Panzer verstärkte 14. Brigade, zusammen mit US-Flugabwehreinheiten, einigen Basiseinheiten und drei Seabee- und zwei Acorn-Baueinheiten für die Operation Squarepeg vorgesehen. Die taktische Führung übernahm der Divisionskommandeur. Die III. Amphibious Force unter Konteradmiral Wilkinson war für die Deckung verantwortlich.

## Die Landung
Am Tag der Landung befanden sich 13 Schiffe im Konvoi der III. Amphibious Force unter Konteradmiral Wilkinson, der von Vella Lavella abfuhr. Sie bestanden aus den Transporterzerstörern Talbot, Waters, Dickerson, Stringham, Kilty, Crosby, Noa und einem Schutzschirm aus den fünf Zerstörern Fullam, Bennett, Guest, Hudson und Halford.

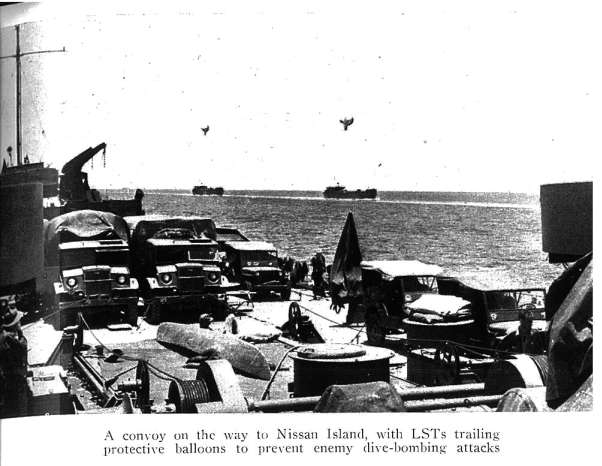
Der Konvoi auf dem Weg nach Nissan. Über den Schiffen sieht man Fesselballons zur Abwehr von Tieffliegerangriffen

Die LSTs und LCIs mit anderen neuseeländischen und amerikanischen Truppen waren schon vorher losgefahren. Die LCIs wurden von den Zerstörern Waller, Pringle, Saufley, Philip, Renshaw, und Sigourney gesichert. Die LSTs bekamen Sicherung von den Zerstörern Conway, Eaton, Anthony, Wadsworth, Terry, und Braine. Die Task Force 39  mit den Kreuzern Montpelier, Columbia und fünf weiteren Zerstörern fuhr Sicherung im Norden und Osten und nach Süden erfolgte die Deckung durch Task Force 38 mit den Kreuzern Honolulu, St. Louis sowie fünf Zerstörern.
Der Invasionskonvoi wurde trotz verhängter Funkstille in der Nacht vom 14. auf den 15. Februar von japanischen Flugzeugen aufgeklärt und ein Angriff von 32 Flugzeugen, die von Rabaul kamen, beschädigte einen der Kreuzer. Ein zweiter Angriff von 15 unbegleiteten japanischen Sturzkampfbombern Aichi D3A  traf am frühen Morgen, kurz nachdem das Landungsboot bemannt worden war, über dem Konvoi ein. 32 US-amerikanische, landgestützte Kampfflugzeuge der VMF-212 und 216 fingen die Japaner ab und zerstörten alle Maschinen. Für den Rest des Tages stellten 38 Vought F4U Corsair-Jäger der VMF-217, 218 und 222 weiterhin Deckung für die Landungskräfte bereit, aber es folgten keine weiteren japanischen Luftangriffe.

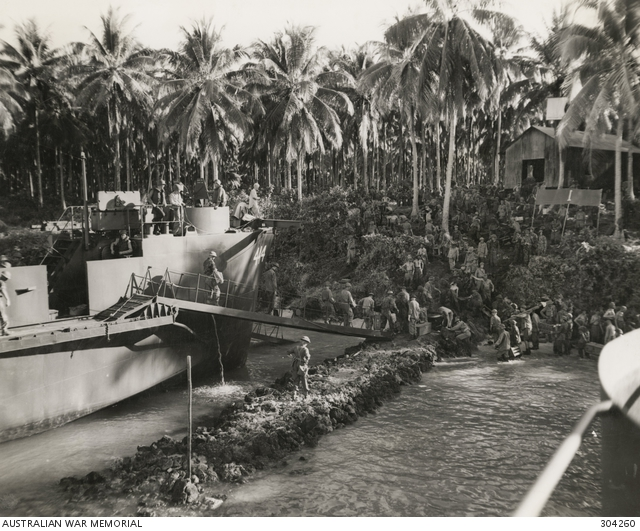
Landung der 14. Brigade auf Nissan

Unterdessen untersuchte eines von drei angelaufenen Minensuchbooten die Laguneneinfahrt hinsichtlich einer möglichen Verminung. Die beiden anderen Schiffe trafen nach Motorproblemen erst mit einer 20-minütigen Verspätung ein. Um die Planungen nicht zu gefährden, wurden die Landungsboote aber kurz nach Sonnenaufgang durch die Laguneneinfahrt des Südkanals geschickt. Kurz vorher begannen vier Zerstörer mit einer Bombardierung der zur Landung vorgesehenen Strände.
Zwei Bataillone landeten ohne Widerstand um 7:00 Uhr an zwei Stränden auf der Ostseite der Lagune. Sofort begannen sie den Brückenkopf nach Norden und Süden abzusichern. Nachdem der Brückenkopf gesichert war, wurde die Funkstille aufgehoben. Ein drittes Bataillon landete um 6:55 Uhr an einem anderen Strand am Ende des Unterarms des Atolls und sicherte den Eingang der Lagune. Brigadier Leslie Potter, der das Kommando über die Landungseinheiten hatte, ging gegen 8:15 Uhr an Land. Bis zum Einbruch der Nacht auf den 15. Februar waren etwa 5800 Mann an Land gegangen.

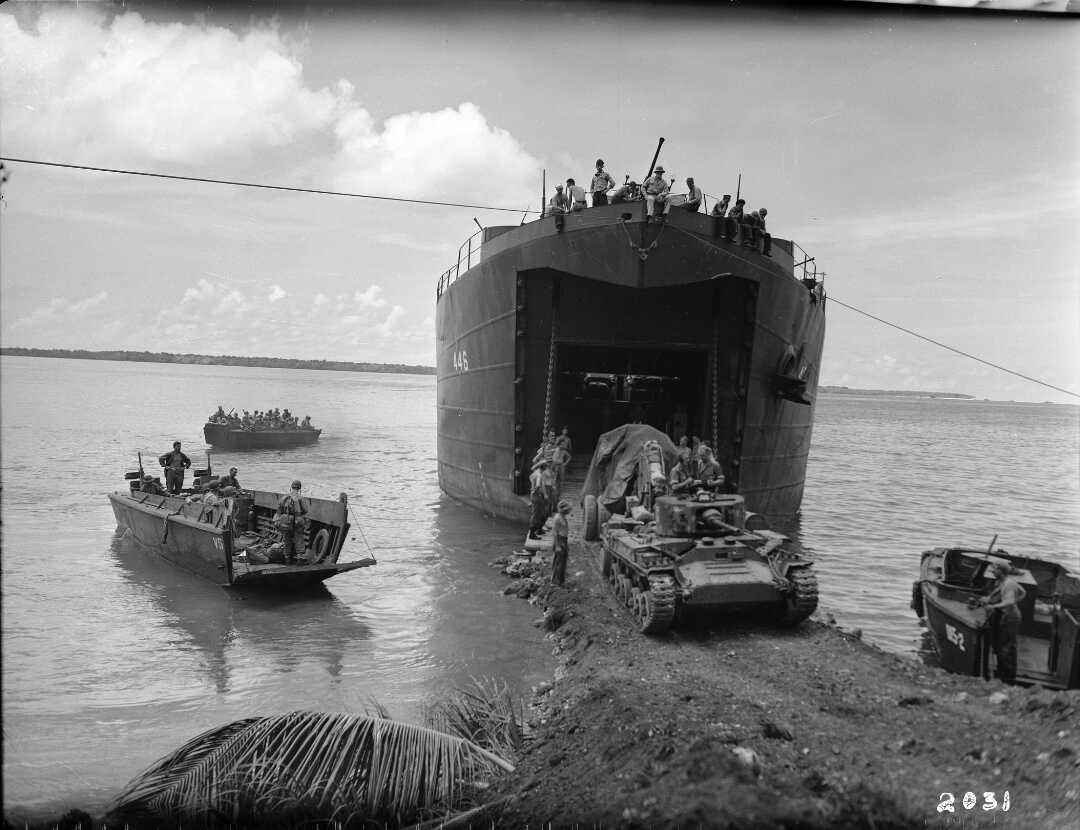
Panzer werden am Strand der Lagune entladen

Ein Zug auf der linken Flanke hatte Kontakt mit den Japanern und es begann ein Gefecht, das zwischen den dicht stehenden Bäumen im Unterholz ausgetragen wurde, dass es unmöglich war die Japaner zu lokalisieren oder auch ihre Stärke abzuschätzen. Die Neuseeländer verloren fünf ihrer Männer und die Japaner 15. Nachdem später das Kampfgebiet durchsucht wurde, fanden die Trupps weitere sechs tote Japaner.
Am 17. Februar wurde ein kleiner Landungstrupp auf die Insel Sirot geschickt, von der LCI-Kanonenboote am Landungstag mit Handfeuerwaffen beschossen worden waren. Die Japaner wurden aufgespürt und bei dem daraus folgenden Gefecht wurden 29 Japaner und fünf Neuseeländer getötet. Am selben Tag fand eine Bootspatrouille, die um die benachbarte kleine Insel Pinipel geschickt wurde, zwei unbemannte japanische Lastkähne und zerstörte sie.
Am 18. Februar erreichten Patrouillen die Nordspitze von Nissan und meldeten sie sicher. Am selben Tag hatte sich das 35. Bataillon nach Süden bis zum Rand des Missionsgebiets bei Tanaheran vorgearbeitet. Von einzelnen Individuen und kleinen Gruppen abgesehen, war von der japanischen Garnison zunächst nichts zu sehen. Vor der Durchsuchung des Missionsgebiets am 19. Februar wurde es von Artillerie beschossen, doch der einzige Beweis für die Anwesenheit der Japaner war ein hastig geräumter Biwakplatz und einige Ausrüstung, darunter sechs 20-Millimeter-Geschütze, zwei Mörser, sechs Maschinengewehre, 150 Gewehre, zwei Funkgeräte und 150.000 Schuss Munition – eine Bewaffnung, die ausgereicht hätte, die Landungsboote, die am 15. Februar in die Lagune eingefahren waren, ernsthaft zu beschädigen. Am Morgen des 20. Februar zogen die Neuseeländer entlang der von Bulldozern planierten Straße zurück in ein Gebiet nahe Tanaheran, in deren Nähe sie ihr dauerhaftes Biwak einrichten wollten. Dort kam es zu einem schweren Gefecht, das erst durch die Hilfe eines anderen Bataillons beendet werden konnte. Insgesamt wurden 52 tote Japaner in der Gegend und am Strand gezählt, außerdem wurden acht Neuseeländer getötet.
Eine Patrouille entdeckte am 19. Februar 14 Japaner auf der Insel Sau neben Pinipel und tötete alle. Damit waren die „Aufräumarbeiten“ abgeschlossen. Einige Tage später wurden aber noch mehrere verirrte Japaner aufgegriffen.

## Bau des Flugfeldes und anderer Installationen
Die 33., 37. und 93. Seabees begannen noch während der Kämpfe mit dem Bau des geplanten Flugfeldes. Weitere Gebäude für Stützpunkte wurden errichtet, ebenso wie große Treibstofflager und Straßen. Die Arbeiten an diesen Projekten gingen so schnell voran, dass am 4. März, nur 18 Tage nach dem ersten Angriff, ein alliiertes Flugzeug notlanden konnte. Am 7. März war das Flugfeld bereit, um Flugzeuge für Angriffe gegen Rabaul bereitzustellen.
Auf der anderen Seite der Lagune lagen Catalina „Black Cats“ bei ihrem Tenderschiff und PT-Staffeln errichteten ihr Lager auf der Insel Barahun. Die US-Armee und die Neuseeländer bemannten Flugabwehrstationen am nördlichen und südlichen Ende von Nissan. Innerhalb weniger Wochen beherbergte das Atoll 17.000 neuseeländische und US-Truppen.
Zur Sicherstellung des Nachschubs war ein Strom von Truppen- und Versorgungsschiffen unterwegs; die Talbot, Cassiopeia und andere Liberty-Frachter, die sich oft mit kleineren Transportern trafen, um ihre Waren durch den seichten Kanal und über die Lagune zu den Entladestränden zu transportieren.

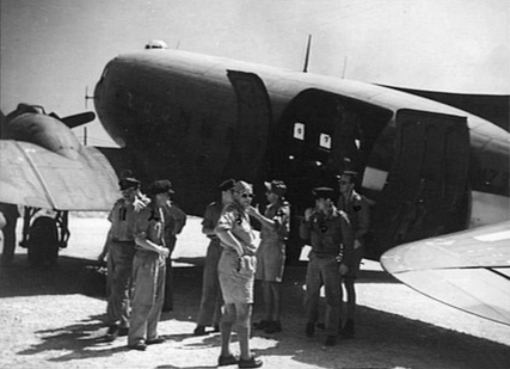
Royal New Zealand Air Force Piloten vor einer Douglas C-47 auf den Green Islands (Dezember 1944)

Am 13. März landete die komplette Staffel der VMF-223 „Bulldogs“ auf Nissan. Sie waren zur Sicherung des Stützpunkts abgestellt. Ende des Monats war die Landebahn für Bomber fertiggestellt worden. Beim ersten landenden Bomber, einer Liberator, kam es zu einer Bruchlandung.
Lieutenant Richard Nixon, der spätere Präsident der Vereinigten Staaten, diente zeitweise als verantwortlicher Offizier der SCAT-Abteilung auf Nissan.
Bis Juli 1944 waren alle Bauarbeiten auf den Green Islands abgeschlossen und die 552. und 553. Construction Battalion Maintenance Unit (CBMU) übernahmen die Wartung und verschiedene Bauarbeiten. Ende 1944 begannen die Wartungseinheiten mit dem Abbau von Gebäuden zum Abtransport. Bis Januar 1945 war die Mehrheit der Marineeinrichtungen abgebaut und wartete auf die Verschiffung in die vorderen Frontgebiete.